# Fehmarn
Fehmarn (tiếng Đan Mạch: Femern) là một đô thị thuộc huyện Ostholstein, bang Schleswig-Holstein, Đức.